# Môtiers
Môtiers es una localidad y antigua comuna suiza, situada en el distrito de Val-de-Travers en el cantón de Neuchâtel. Desde el 1 de enero de 2009 hace parte de la comuna de Val-de-Travers.

## Historia
La primera mención escrita de Môtiers data de 1267 cuando aparece en un documento con el nombre de Mostier. La comuna mantuvo su autonomía hasta el 31 de diciembre de 2008. El 1 de enero de 2009 pasó a ser una localidad de la nueva comuna de Val-de-Travers, tras la fusión de las antiguas comunas de Boveresse, Buttes, Couvet, Fleurier, Les Bayards, Môtiers, Noiraigue, Saint-Sulpice y Travers.

## Geografía
La antigua comuna limitaba al noreste la comuna de Couvet, al sureste con Romairon (VD) y Provence (VD), al suroeste con Fleurier, y al noroeste con Boveresse.

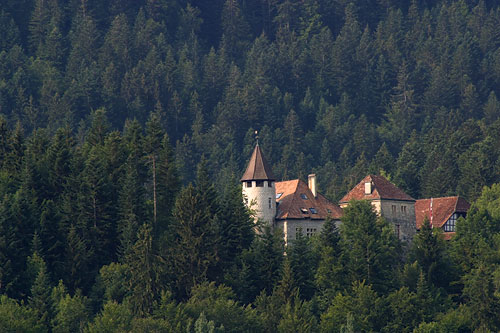
Castillo de Môtiers.